# Listă de personalități din Roma

Stema Romei

Această listă de personalități marcante din Roma cuprinde:
- o listă cronologică a acestor personalități;
- o listă pe domenii de activitate;
- o listă ordonată alfabetic a acestor persoane.

Dacă nu este precizată etnia unei persoane, se subînțelege că acesta este italiană.
| Listă ordonată cronologic |
| Antichitate și Evul Mediu • Secolele IV - XV • Secolul al XVI-lea • Secolul al XVII-lea • Secolul al XVIII-lea • Secolul al XIX-lea • Secolul al XX-lea (1901 - 1920 • 1921 - 1940 • 1941 - 1960 • 1961 - 1970 • 1971 - 1980 • 1981 - 2000)               |
| Listă de personalități pe domenii |
| Monarhi, prinți, aristocrați • Politicieni, activiști • Oameni de știință • Muzicieni (Cântăreți • Compozitori, instrumentiști) • Scriitori,_jurnaliști • Teatru, film (Actori, Regizori, scenariști, realizatori) • Sport • Cler, teologi • Alte domenii |
| Listă de personalități ordonate alfabetic |
| A • B • C • D • E • F • G • H • I • J • K • L • M • N • O • P • Q • R • S • T • U • V • W • X • Y • Z |
| Note • Vezi și |

## Listă ordonată cronologic

### Antichitate și Evul Mediu
- Fabius Maximus (275? î.Hr.–203 î.Hr.), politician roman;
- Scipio Africanul (235 î.Hr.–183 î.Hr.), general roman;
- Aemilia Tertia (230 î.Hr.–162/63? î.Hr.), aristocrată romană;
- Lucius Cornelius Scipio[1] (210/209? î.Hr.–170? î.Hr.), pretor roman;
- Lucius Caesetius Flavus (I sec. î.Hr.), politician roman;
- Lucullus (117 î.Hr.?–57/56? î.Hr.), politician roman;
- Marcus Terentius Varro Lucullus (116 î.Hr.?–56 î.Hr.), om politic roman;
- Iulius Cezar (100 î.Hr.–44 î.Hr.), împărat roman;
- Quintus Pedius (?–13 d.Hr.), pictor;
- Marcus Vinicius[2] (c. 5 î.Hr.–46 d.Hr.), consul al Republicii Romane;
- Octavianus Augustus (63 î.Hr.–14 d.Hr.), primul împărat roman;
- Marc Antoniu (82 î.Hr.–30 î.Hr.) general roman, om de stat;
- Marcia Furnilla (sec. I d.Hr.), soție a împăratului Titus;
- Messalina (17/20?–48), soție a împăratului Claudius;
- Titus Flavius Vespasianus (39–81), împărat roman;
- Domițian (51–96), împărat roman;
- Sixt I (?–126/128?), papă;
- Hadrian (76–138), împărat roman;
- Marc Aureliu (121–180), împărat roman;
- Publius Septimius Geta (189–211), împărat roman;
- Zefirin (?–217), papă;
- Lucius I (200?–254), papă;
- Anastasia Romana (220 - 250), călugăriță;
- Papa Ștefan I (?–257), papă;
- Felix I (?–274), papă;

### Secolele IV - XV
- Alexius al Romei (sec. al IV-lea - sec. al V-lea) sfânt creștin;
- Marcu, papă (?–336), papă;
- Iuliu I (?–352), papă;
- Celstin I (?–432), papă;
- Melania cea Tânără (383–439), sfântă creștină;
- Samson din Constantinopol (?–530), sfânt în creștinismul răsăritean;
- Agapet I (?–536), papă;
- Vigiliu (?–555), papă;
- Pelagius I (?–561), papă;
- Ioan al III-lea (?–574), papă;
- Pelagius al II-lea (?–590), papă;
- Grigore I cel Mare (540?–604), papă;
- Augustin de Canterbury (?–604), arhiepiscop;
- Bonifaciu al III-lea (?–607), papă;
- Deusdedit (570–618), papă;
- Justus de Canterbury (?-627/631?), arhiepiscop de Canterbury;
- Severinus, papă (?–640), papă;
- Honorius de Canterbury (?–653), misionar anglo-saxon;
- Formosus (816–896), papă;
- Marozia (890?–937), metresă papală;
- Benedict al V-lea (?–965), papă;
- Ioan al XIX-lea (?–1032), papă;
- Benedict al IX-lea (? - 1055), papă;
- Nathan ben Jehiel (1035?–1106), lexicograf evreu;
- Inocențiu al II-lea (?–1143), papă;
- Anastasie al IV-lea (1073?–1154), papă;
- Benjamin ben Abraham Anaw (sec. al XIII-lea), rabin;
- Honoriu al III-lea (1148–1227), papă;
- Zedekiah ben Abraham Anaw (1210–1280?), rabin;
- Honoriu al IV-lea (1210?–1287), papă;
- Nicolae al III-lea (1225–1280), papă;
- Egidio Romano (1243?–1316), arhepiscop;
- Pietro Cavallini (1259–1330), pictor;
- Napoleone Orsini Frangipani (1263–1342, cardinal;
- Immanuel Romano (1270?–1330?), scriitor evreu;
- Giacomo Gaetani Stefaneschi (1270?–1343), cardinal;
- Judah ben Moses Romano (1293?–1330?), filozof evreu;
- Cola di Rienzo (1313?–1354), om politic;
- Martin al V-lea, papă (1369–1431), papă;
- Paola Colonna (1378–1450), aristocrată;
- Stefano Porcari (?–1453), om politic;
- Francisca Romana (1384–1440), călugăriță;
- Lorenzo Valla (1407–1457), scriitor umanist, preot;
- Giovanni Battista Savelli (1422–1498), cardinal;
- Antoniazzo Romano (1430?–1510?), pictor;
- Stefano Infessura (1435?–1500?), istoric umanist;
- Clarice Orsini (1453–1488, soția lui Lorenzo de' Medici;
- Giovanni Cristoforo Romano (1456–1512), sculptor;
- Cesare Borgia (1475–1507), aristocrat, duce, cardinal;
- Giovanni Borgia, duce de Gandia (1476–1497), aristocrat, duce;
- Bianca Riario (1478–1522), aristocrată;
- Iulius al III-lea, papă (1487–1555),
- Pompeo Colonna (1479–1532), cardinal;
- Giulio Romano (1499?–1546), pictor, arhitect.

### Secolul al XVI-lea
- Pierre-Louis Farnèse (1503–1547), duce;
- Tullia d'Aragona (1510–1556), scriitoare;
- Guido Ascanio Sforza di Santa Fiora (1518–1564), cardinal;
- Urban al VII-lea (1521–1590), papă;
- Fulvio Orsini (1529–1600), istoric, arheolog;
- Flavio Orsini (1532–1581), cardinal;
- Michele Mercati (1541–1593), medic;
- Alessandro Farnese (1545–1592), duce;
- Emilio de' Cavalieri (1550–1602), compozitor;
- Giulio Caccini (1551–1618), compozitor;
- Paul al V-lea, (1552–1621, papă;
- Prospero Farinacci (1554–1618), judecător;
- Felice Anerio (1560?–1614), compozitor;
- Jacopo Peri (1561–1633), compozitor;
- Mutio Vitelleschi (1563–1645), preot;
- Giacomo Cavalieri (1565–1629), cardinal;
- Giovanni Baglione (1566–1643), pictor;
- Giuseppe Cesari (1568–1640), pictor;
- Giovanni Francesco Anerio (1569–1630), compozitor;
- Girolamo Rainaldi (1570–1655), arhitect;
- Pietro Aldobrandini (1571–1621), cardinal;
- Gaspare Celio (1571–1640), pictor;
- Odoardo Farnese[3] (1573–1626), cardinal;
- Orazio Borgianni (1574–1616), pictor;
- Inocențiu al X-lea (1574–1655), papă;
- Pietro Castelli (1574–1662), medic, botanist;
- Tommaso Salini (1575–1625), pictor;
- Beatrice Cenci (1577–1599), aristocrată;
- Scipione Borghese (1577–1633), cardinal;
- Ottavio Leoni (1578–1630), pictor;
- Gregorio Allegri (1582–1652), compozitor, preot;
- Domenico Allegri (1585?–1629), compozitor;
- Federico Cesi (1585–1630), om de știință;
- Angelo Caroselli (1585–1653), pictor;
- Pietro Della Valle (1586–1652), compozitor;
- Stefano Landi (1587–1639), compozitor;
- Gaspar de Guzmán (1587–1645), duce de Olivares;
- Domenico Fetti (1589?–1623), pictor;
- Caterina Ginnasi (1590–1660), pictor;
- Clement al X-lea (1590–1676), papă;
- Giovanni Battista Rinuccini (1592–1653), arhiepiscop;
- Artemisia Gentileschi (1593–1653), pictoriță;
- Filippo d'Angeli (1600–1660), pictor;

### Secolul al XVII-lea
- Michelangelo Cerquozzi (1602–1660), pictor;
- Antonio Barberini (1607–1671), cardinal;
- Giovanni Angelo Canini (1609–1666), pictor;
- Giovanni Battista Passeri (1610?–1679, pictor;
- Carlo Rainaldi (1611–1691), arhitect;
- Girolama Mazzarini (1614?–1656), aristocrată;
- Paolo Emilio Rondinini (1617–1668), cardinal;
- Camillo Massimo (1620–1677), cardinal;
- Filippo Lauri (1623–1694), pictor;
- Lelio Colista (1629–1680), compozitor;
- Vincenzo Albrici (1631–1695), compozitor;
- Ciro Ferri (1634–1689), pictor, sculptor;
- Mattia de Rossi (1637–1695), arhitect;
- Olympia Mancini (1638–1708), metresă a regelui Ludovic al XIV-lea al Franței;
- Alessandro Stradella (1639–1682), compozitor;
- Maria Mancini (1639–1715), metresă a regelui Ludovic al XIV-lea al Franței;
- Silvio Antoniano (1640–1603), cardinal;
- Ludovico Gimignani (1643–1697), pictor;
- Hortense Mancini (1646–1699), metresa regelui Carol al II-lea al Angliei;
- Giovanni Francesco Venturini (1650–1710), pictor;
- Benedetto Pamphili (1653–1730), cardinal;
- Giuseppe Passeri (1654–1714, pictor;
- Artus de Lionne (1655–1713), episcop francez;
- Michelangelo Cerruti (1663–1749), pictor;
- Alessandro Specchi (1668–1729), arhitect;
- Bernardino Cametti (1669–1736), sculptor;
- Pompeo Cannicciari (1670–1744), compozitor;
- Andrea Procaccini (1671–1734), pictor;
- Alberto Carlieri (1672–1720), pictor;
- Faustina Maratti (1679?–1745), pictoriță;
- Pietro Filippo Scarlatti (1679–1750), compozitor;
- Marianna Bulgarelli (1684–1734), soprană;
- Marco Benefial (1684–1764), pictor;
- Filippo Barigioni (1690–1753), arhitect, sculptor;
- Agostino Masucci (1691–1758), pictor;
- Ottone Hamerani (1694–1768), confecționer de medalii;
- Andrea Locatelli (1695–1741), pictor;
- Nicola Salvi (1697–1751), arhitect;
- Francesco Scipione Maria Borghese (1697–1759), cardinal;
- Pietro Metastasio (1698–1782), scriitor;
- Stefano Pozzi (1699–1768), pictor;
- Pietro Bracci (1700–1773), sculptor;

### Secolul al XVIII-lea
- Placido Costanzi (1702–1759), pictor;
- Carlo Marchionni (1702–1786), arhitect;
- Flavio Chigi[4] (1711–1771), cardinal;
- Giovanni Battista Casali (1715–1792), compozitor;
- Anton Giuseppe Barbazza (1720?–1771), pictor;
- Charles Edward Stuart (1720–1788), prinț englez, fiu al lui James Francis Edward Stuart;
- Gian Francesco Albani (1720–1803), cardinal;
- Fortunato Bartolomeo De Felice (1723–1789), aristocrat;
- Giuseppe Canale (1725–1802), pictor, gravor;
- Therese Maron (1725–1806), pictoriță germană;
- Henry Benedict Stuart (1725–1807), cardinal;
- Innocenzo Spinazzi (1726–1798), sculptor;
- Marcantonio IV Borghese (1730–1800), membru al Casei Borghese;
- Marcello Bacciarelli (1731–1818), pictor;
- Anton von Maron (1733–1808), pictor austriac;
- Joseph Bonomi cel Bătrân (1739–1808), arhitect;
- Giuseppe Jannacconi (1740–1816), compozitor;
- Giulio Gabrielli cel Tânăr (1748–1822), cardinal;
- Giuseppe Albani (1750–1834), cardinal;
- Giuseppe Ceracchi (1751–1801), sculptor;
- Ennio Quirino Visconti (1751–1818), anticar, istoric de artă]];
- Eleonora Fonseca Pimentel (1752–1799), scriitoare;
- Muzio Clementi (1752–1832), compozitor;
- Giacomo Raffaelli (1753–1836), artist plastic în mozaic;
- Ercole Consalvi (1757–1824), cardinal;
- Francesco Piranesi (1758–1810), desenator, arhitect;
- Giuseppe Valadier (1762–1839), arhitect;
- Vincenzo Camuccini (1771–1844), pictor;
- Luigi Pichler (1773–1854), sculptor;
- Raffaele Stern (1774–1820), arhitect;
- Camillo Borghese (1775–1832), membru al Casei Borghese;
- Giuseppe Baini (1775–1844), compozitor;
- Carlo Armellini (1777–1863), politician, jurist;
- Bartolomeo Pinelli (1781–1835), gravor;
- Cesare Sterbini (1784–1831), libretist;
- Carlo Odescalchi (1785–1841, cardinal;
- Rudolph Schadow (1786–1822), sculptor german;
- Pietro Raimondi (1786–1853), compozitor;
- Louis Visconti (1791–1853), arhitect;
- Giuseppe Gioachino Belli (1791–1863), poet
- Enrico Marconi (1792–1863), arhitect;
- Vincenzo Pallotti (1795–1850), preot.

### Secolul al XX-lea

#### 1901 - 1920
- Enrico Fermi (1901–1954), fizician, laureat Nobel;
- Camillo Mastrocinque (1901–1969), regizor;
- Mario Pei (1901–1978, lingvist, poliglot;
- Mafalda de Savoia (1902–1944), prințesă, fiică a lui Victor Emanuel al III-lea;
- Riccardo Morandi (1902–1989), inginer;
- Ivo Perilli (1902–1994), scenarist;
- Otello Martelli (1902–2000), producător de filme;
- Carlo Zecchi (n. 1903), pianist, dirijor;
- Attilio Ferraris (1904–1947), fotbalist;
- Giorgio Bianchi (1904–1967), actor, regizor;
- Aldo Fabrizi (1905–1990), regizor;
- Luigi Zampa (1905–1991), regizor, director de imagine;
- Dante Giacosa (1905–1996), designer auto;
- Junio Valerio Borghese (1906–1974), aristocrat, militar;
- Roberto Rossellini (1906–1977), regizor;
- Paolo Stoppa (1906–1988), actor;
- Fernando Mezzasoma (1907–1945), politician, jurnalist;
- Luigi Moretti (1907–1973), arhitect;
- Giorgio Amendola (1907–1980), politician;
- Lina Pagliughi (1907–1980), cântăreață de operă;
- Altiero Spinelli (1907–1986), om politic, jurnalist;
- Alberto Moravia (1907–1990), scriitor;
- Giovanna a Italiei (1907–2000), regină;
- Anna Magnani (1908–1973), actriță;
- Memmo Carotenuto (1908–1980), actor;
- Renzo Rossellini[5] (1908–1982), compozitor;
- Leda Gloria (1908–1997), actriță;
- Raffaello Matarazzo (1909–1966), realizator de filme;
- Veniero Colasanti (1910–1996), designer costume pentru filme;
- Tanio Boccia (1912–1982), regizor;
- Elsa Morante (1912–1985), scriitoare;
- Carl Marzani (1912–1994), politician;
- Lilla Brignone (1913–1984), actriță;
- Arvid Pardo (1914–1999, diplomat;
- Suso Cecchi d'Amico (1914–2010), scenaristă;
- Mario Carotenuto (1915–1995), actor;
- Paolo Moffa (1915–2004), producător de filme;
- Francesco Mander (1915–2004), compozitor, dirijor;
- Marina Torlonia di Civitella-Cesi (1916–1960), aristocrată;
- Fiorenzo Angelini (1916–2014), cardinal;
- Carlo Cassola (1917–1987), scriitor;
- Leopoldo Trieste (1917–2003), actor, director de imagine;
- Rodolfo Celletti (1917–2004), muzicolog;
- Armando Trovajoli (1917 - 2013), compozitor, dirijor;
- Paolo Alatri (1918–1995), istoric, politician;
- Bruno Zevi (1918–2000), arhitect;
- Franco Modigliani (1918–2003), economist, laureat Nobel;
- Ruggero Maccari (1919–1989), scenarist;
- Giulio Andreotti (1919–2013), politician, fost premier;
- Giuseppe Rinaldi (1919–2007), actor;
- Sandro Continenza (1920–1996), scenarist;
- Franco Lucentini (1920–2002), scriitor;
- Alberto Sordi (1920–2003), actor;

#### 1921 - 1940
- Fausto Tozzi (1921–1978), actor, scenarist;
- Maria Michi (1921–1980), actriță;
- Giulietta Masina (1921–1994), actriță;
- Renato Baldini (1921–1995), actor;
- Federico Zeri (1921–1998), istoric de artă;
- Piero Regnoli (1921–2001), regizor, scenarist;
- Sergio Sollima (1921–2015), director de imagine, scenarist;
- Angela Bianchini (n. 1921), scriitoare;
- Tata Giacobetti (1922–1988), cântăreț;
- Luciano Salce (1922–1989), regizor;
- Gianni Hecht Lucari (1922–1998), producător de filme;
- Ugo Grappasonni (1922–1999), jucător de golf;
- Enzo Barboni (1922–2002), regizor, scenarist;
- Carlo Lizzani (1922–2013), regizor;
- Alberto Giolitti (1923–1993), autor de benzi desenate;
- Mario Brega (1923–1994), actor;
- Tonino Delli Colli (1923–2005), regizor;
- Marisa Merlini (1923–2008), actriță;
- Giuseppe Rotunno (n. 1923), regizor;
- Luigi Musso (1924–1958), pilot de Formula 1;
- Paolo Heusch (1924–1982), regizor;
- Corrado Mantoni (1924–1999), prezentator radio-TV;
- Renzo Vespignani (1924–2001), pictor;
- Giancarlo Primo (1924–2005), baschetbalist;
- Gianni Toti (1924–2007), scriitor, cineast;
- Marcello Fondato (1924–2008), scenarist, regizor;
- Giuseppe Colizzi (1925–1978), regizor;
- Paolo Panelli (1925–1997), actor;
- Bruno Martino (1925 - 2000), cântăreț;
- Armando Nannuzzi (1925–2001, producător de filme;
- Carlo Di Palma (1925–2004), producător de filme;
- Carla Boni (1925–2009), cântăreață;
- Andrea Bianchi (1925–2013), scenarist, regizor;
- Gabriele Ferzetti (1925–2015), actor;
- Silvana Pampanini (1925–2016), actriță;
- Alessandro Alessandroni (1925–2017), compozitor;
- Gianfranco Parolini (n. 1925), regizor;
- Marco Vicario (n. 1925), actor, regizor;
- Franco Evangelisti[6] (1926–1980), compozitor;
- Claudio Villa (1926–1987), cântăreț, actor;
- Sergio Corbucci (1926–1990), regizor;
- Bruno Nicolai (1926–1991), compozitor de muzică de film;
- Franco Sensi (1926–2008), om de afaceri;
- Carlo Aymonino (1926–2010), arhitect;
- Riccardo Garrone (1926–2016), actor;
- Bice Valori (1927–1980), actriță;
- Roberto Mazzucco (1927 - 1989), scriitor;
- Franco Maria Malfatti (1927–1991), politician;
- Guido Buzzelli (1927–1992), pictor, ilustrator;
- Lucio Fulci (1927–1996), regizor, scenarist;
- Lianella Carell (1927–2000), actriță;
- Rafael Sánchez Ferlosio (n. 1927), scriitor;
- Franco Fraticelli (1928–2012), editor de filme;
- Gerino Gerini (1928–2013), pilot Formula 1;
- Ennio Morricone (n. 1928), compozitor, dirijor;
- Lina Wertmüller (n. 1928), regizor, director de imagine;
- Elio Petri (1929–1982), producător de filme;
- Sergio Leone (1929–1989), regizor;
- Ruggero Mastroianni (1929–1996), editor de film;
- Alberto De Martino (1929–2015), regizor;
- Mariano Laurenti (n. 1929), regizor;
- Amos Luzzatto (n. 1928), scriitor;
- Silvana Mangano (1930–1989), actriță;
- Francesco Golisano (1930–1991), actor;
- Alfonso Brescia (1930–2001), regizor, scenarist;
- Antonio Margheriti (1930–2002), producător de filme;
- Michael Collins (n. 1930), astronaut american;
- Ada Feinberg-Sireni (n. 1930), politician din Israel;
- Francisco Macri (n. 1930), om de afaceri argentinian;
- Francesco Maselli (n. 1930), regizor;
- Bruno Corbucci (1931–1996), scenarist, regizor;
- Bruno Mattei (1931–2007), regizor;
- Franco Interlenghi (1931–2015), actor;
- Romolo Guerrieri (n. 1931), regizor, scenarist;
- Monica Vitti (n. 1931), actriță;
- Cornelio Sommaruga (n. 1932), diplomat;
- Maurizio Arena (1933–1979), actor;
- Sylva Koscina (1933–1994), actriță;
- Mario Caiano (1933–2015), regizor, producător;
- Sergio Donati (n. 1933), scenarist;
- Lea Massari (n. 1933), actriță, cântăreață;
- Milly Vitale (n. 1933), actriță;
- Luciano Rossi (1934–2005), actor;
- Enzo Siciliano (1934–2006), scriitor;
- Sophia Loren (n. 1934), actriță;
- Nicola Cabibbo (1935–2010), fizician;
- Anna Maria Ferrero (1935 - 2018), actriță;
- Corrado Augias (n. 1935), jurnalist;
- Giovanna Ralli (n. 1935), actriță;
- Pietro Spada (n. 1935), muzicolog;
- Milena Vukotic (n. 1935), actriță, balerină;
- Alfonso, Duce de Anjou și Cádiz (1936–1989), nepot al lui Alfonso al XIII-lea al Spaniei;
- Joe D'Amato (1936–1999), producător de filme;
- Tony Kendall (1936–2009), actor;
- Filippo Coarelli (n. 1936), arheolog;
- Franca Bettoia (n. 1936), actriță;
- Carlo Delle Piane (n. 1936), actor;
- Enzo Cerusico (1937–1991), actor;
- Gonzalo de Borbón (1937–2000), duce de Aquitania;
- Pino Colizzi (n. 1937), actor;
- Paolo Bonacelli (n. 1937), actor;
- Andrea Carandini (n. 1937), arheolog;
- Giovanna Marini (n. 1937), cântăreață și specialistă în etnomuzicologie;
- Carlo Mazzone (n. 1937), fotbalist;
- Dean Reed (1938–1986), actor american;
- Samuele Bacchiocchi (1938–2008), teolog adventist;
- Salvatore Boccaccio (1938–2008), episcop
- Giuliano Gemma (1938–2013), actor;
- Luciano Gaucci (n. 1938), sportiv, antreprenor;
- Enzo G. Castellari (n. 1938), regizor, actor;
- Maurizio Costanzo (n. 1938), jurnalist;
- Gabriella Pallotta (n. 1938), actriță;
- Juan Carlos I al Spaniei (n. 1938), rege al Spaniei;
- Sergio Martino (n. 1938), regizor;
- Adalberto Maria Merli (n. 1938), actor;
- Alberto Orlando (n. 1938), fotbalist;
- Sergio Salvati (n. 1938), director de imagine;
- Luciano Bernasconi (n. 1939), autor de benzi desenate;
- Margarita de Borbón (n. 1939), aristocrată spaniolă;
- Mihai al Greciei și Danemarcei (n. 1939), prinț danez;
- Alessandra Panaro (n. 1939), actriță;
- Maurizio Ponzi (n. 1939), regizor;
- Maurizio Merli (1940–1989), actor;
- Dario Argento (n. 1940), regizor;
- Gianfranco Barra (n. 1940), actor;
- Fabrizio Cicchitto (n. 1940), politician;
- Paolo Guzzanti (n. 1940), politician, jurnalist;
- Ira von Fürstenberg (n. 1940), actriță, designer;
- Gigi Proietti (n. 1940), actor;
- Vittorio Storaro (n. 1940), director de imagine.

#### 1941 - 1960
- Alfonso Cristiano di Borbone-Spagna (1941–1956), frate al lui Juan Carlos I al Spaniei;
- Ignazio Giunti (1941–1971), pilot sportiv;
- Renato Corsetti (n. 1941), specialist în esperanto;
- Renzo Rossellini[7] (n. 1941), producător de filme;
- Gabriella Ferri (1942–2004), cântăreață;
- Anita Pallenberg (1942–2017, actriță, fotomodel;
- Giorgio Agamben (n. 1942), filozof;
- Daniela Bianchi (n. 1942), actriță;
- Giancarlo Prete (1943–2001), actor;
- Laura Biagiotti (1943–2017), designer de modă;
- Claudio Argento (n. 1943), producător de filme, scenarist;
- Giancarlo De Sisti (n. 1943), fotbalist;
- Paola Binetti (n. 1943), politiciană;
- Giuseppe Gentile (n. 1943), atlet;
- Jorge de Bagration (1944–2008), pilot auto;
- Dario Bellezza (1944–1996), scriitor;
- Guido de Angelis (n. 1944), compozitor;
- Maurizio Amati (n. 1944), producător de film;
- Lamberto Bava (n. 1944), regizor;
- Massimiliano Fuksas (n. 1944), arhitect;
- Marilù Tolo (n. 1944), actriță;
- Gianfranco de Turris (n. 1944), scriitor, jurnalist;
- Alessandro Bianchi (n. 1945), om politic;
- Fiorella Kostoris (n. 1945), economist;
- Bobby Solo (n. 1945), cântăreț;
- Silvia Baraldini (n. 1947), activistă pentru drepturile omului;
- Giovanni Bisignani (n. 1946), om de afaceri;
- Luciana Sbarbati (n. 1946), om politic;
- Clara Sereni (n. 1946), scriitoare;
- Victor Cavallo (1947–2000), actor;
- Mario Draghi (n. 1947), bancher, înalt funcționar;
- Maurizio de Angelis (n. 1947), compozitor;
- Dante Mircoli (n. 1947), fotbalist;
- Giorgio Parisi (n. 1948), fizician;
- Federico Capasso (n. 1949), fizician;
- Aurelio De Laurentiis (n. 1949), producător de film;
- Massimo D'Alema (n. 1949), om politic, premier;
- Luciano Onder (n. 1943), jurnalist, și de televiziune;
- Enrico Pieranunzi (n. 1949), pianist jazz;
- Luigi Serafini[8] (n. 1949), designer;
- Antonello Venditti (n. 1949), cântăreț;
- Ray Lovelock (1950–2017), actor;
- Alessandro Duranti (n. 1950), lingvist, antropolog;
- Guglielmo Epifani (n. 1950), politician;
- Adriano Panatta (n. 1950), jucător de tenis;
- Luciano Spinosi (n. 1950), fotbalist, antrenor;
- Carlo Verdone (n. 1950), actor, regizor;
- Alvaro Vitali (n. 1950), actor;
- Renato Zero (n. 1950), cântăreț, actor;
- Claudio Baglioni (n. 1951), cantautor;
- Francesco De Gregori (n. 1951), cântăreț, compozitor;
- Silvia Dionisio (n. 1951), actriță;
- Carlo Vanzina (n. 1951), regizor;
- Paolo Damiani (n. 1952), instrumentist jazz;
- Giuliano Ferrara (n. 1952), jurnalist;
- Fiorella Infascelli (n. 1952), regizor;
- Isabella Rossellini (n. 1952), actriță;
- Mattia Sbragia (n. 1952), actor;
- Eugenio Sicomoro (n. 1952), creator de benzi desenate;
- Giovanni Maria Vian (n. 1952), jurnalist, istoric al religiilor;
- Enrico Alleva (n. 1953), etolog;
- Sergio Castellitto (n. 1953), actor, regizor;
- Eugenio Colombo (n. 1953), instrumentist jazz;
- Eleonora Giorgi (n. 1953), actriță;
- Giuseppe Giulietti (n. 1953), politician;
- Nanni Moretti (n. 1953), regizor;
- Ryan Paris (n. 1953), muzician;
- Antonio Tajani (n. 1953), politician;
- Enrico De Pedis (1954–1990), criminal;
- Stefano Madia (1954–2004), actor;
- Alessandra Belloni (n. 1954), cântăreață, actriță;
- Paolo Barelli (n. 1954), înotător, lider sportiv;
- Felice Farina (n. 1954), regizor;
- Marco Follini (n. 1954), politician;
- Anna Galiena (n. 1954), actriță;
- Massimo Ghini (n. 1954), actor;
- Paolo Gentiloni (n. 1954), politician;
- Umberto Guidoni (n. 1954), politician, astronaut;
- Giovanni Lombardo Radice (n. 1954), actor;
- Fiorella Mannoia (n. 1954), cântăreață;
- Eduardo Missoni (n. 1954), medic sportiv;
- Francesco Rutelli (n. 1954), om politic;
- Michele Serra (n. 1954), scriitor;
- Simonetta Stefanelli (n. 1954), actriță;
- Stefano Tamburini (1955–1986), artist grafic;
- Agostino Di Bartolomei (1955–1994), fotbalist;
- Ornella Muti (n. 1955), actriță;
- Walter Veltroni (n. 1955), om politic;
- Pierluigi Giombini (n. 1956), muzician;
- Bruno Giordano (n. 1956), fotbalist;
- Ezio Sella (n. 1956), antrenor de fotbal;
- Franco Frattini (n. 1957), politician;
- Gianni Togni (n. 1956), cântăreț;
- Enrico Gilardi (n. 1957), baschetbalist;
- Claudio Lotito (n. 1957), antreprenor;
- Elio de Angelis (1958–1986), pilot de Formula 1;
- Massimo Morsello (1958–2001), activist politic, scriitor;
- Daniele Archibugi (n. 1958), filozof, economist;
- Daniel Acon (n. 1958), realizator de efecte speciale în filme;
- Paul Adam (n. 1958), scriitor englez;
- Monica Guerritore (n. 1958), actriță;
- Franco Amurri (n. 1958), regizor, scenarist;
- Piero Marrazzo (n. 1958), politician, jurnalist;
- Andrea de Cesaris (1959–2014), pilot de Formula 1;
- Giovanna Amati (n. 1959), femeie pilot de Formula 1;
- Enrico Fabbro (n. 1959), fotbalist;
- Fernando Orsi (n. 1959), fotbalist;
- Roberto Fiore (n. 1959), politician;
- Domiziana Giordano (n. 1959), actriță;
- Francesca Archibugi (n. 1960), regizoare, scenaristă;
- Daniele Luchetti (n. 1960), regizor;
- Claudio Panatta (n. 1960), jucător de tenis;
- Barbara De Rossi (n. 1960), actriță;
- Mauro Tassotti (n. 1960), fotbalist, manager sportiv.

#### 1961 - 1970
- Ilaria Alpi (1961–1994), jurnalistă;
- Nello Di Costanzo (n. 1961), antrenor de fotbal;
- Francesca Comencini (n. 1961), regizor;
- Luca Barbarossa (n. 1961), cântăreț;
- Urbano Barberini (n. 1961), actor;
- Luca Romagnoli (n. 1961), om politic;
- Giampietro Stocco (n. 1961), scriitor;
- Margherita Buy (n. 1962), actriță;
- Antonella Capriotti (n. 1962), atletă;
- Stefano Colantuono (n. 1962), fotbalist, manager sportiv;
- Danny Huston (n. 1962), actor american;
- Corrado Mastantuono (n. 1962), ilustrator benzi desenate;
- Antonio Monda (n. 1962), regizor;
- Alessandra Mussolini (n. 1962), politiciană;
- Gianluca Nani (n. 1962), fotbalist;
- Emanuele Pirro (n. 1962), pilot de Formula 1;
- Francesco Quinn (1963–2011), actor;
- Claudio Amendola (n. 1963), actor, regizor;
- Carlo di Borbone-Due Sicilie (n. 1963), duce;
- Antonella Attili (n. 1963), actriță;
- Sabina Guzzanti (n. 1963), actriță;
- Alessandra Martines (n. 1963), actriță;
- Sabrina Siani (n. 1963), actriță;
- Pierfrancesco Pavoni (n. 1963), atlet;
- Tommaso Pincio (n. 1963), scriitor;
- Eros Ramazzotti (n. 1963), cântăreț, muzician;
- Leonardo Maugeri (1964–2017), om de afaceri;
- Kaspar Capparoni (n. 1964), actor;
- Sabrina Ferilli (n. 1964), actriță;
- Giuseppe Giannini (n. 1964), fotbalist;
- Luca Lionello (n. 1964), actor;
- Maurizio Molinari (n. 1964), jurnalist;
- Franca Fiacconi (n. 1965), maratonist;
- Francesco Fonte (n. 1965), fotbalist;
- Roberta Angelilli (n. 1965), politician;
- Emanuele Crialese (n. 1965), regizor;
- Ernesto Bertarelli (n. 1965), om de afaceri;
- Lorella Cuccarini (n. 1965), cântăreață, actriță;
- Alessandra Acciai (n. 1965), actriță;
- Alessandro Gassmann (n. 1965), actor;
- Corrado Guzzanti (n. 1965), actor;
- Claudia Koll (n. 1965), actriță;
- Niccolò Ammaniti (n. 1966), scriitor;
- Steve Bastoni (n. 1966), actor;
- Claudio Castellini (n. 1966), ilustrator;
- Angelo Di Livio (n. 1966), fotbalist;
- Andrea Ghiurghi (n. 1966), voleibalist;
- Jovanotti (n. 1966), cântăreț;
- Lorenzo Quinn (n. 1966), sculptor;
- Fabio Caressa (n. 1967), jurnalist sportiv;
- Oscar Brevi (n. 1967), fotbalist;
- Gabriele Muccino (n. 1967), regizor;
- Giovanni Orsina (n. 1967), istoric;
- Claudio Pistolesi (n. 1967), jucător de tenis;
- Rosalinda Celentano (n. 1968), actriță;
- Paolo Di Canio (n. 1968), fotbalist;
- Alex Britti (n. 1968), compozitor, chitarist;
- Matteo Garrone (n. 1968), regizor;
- Francesca Gregorini (n. 1968), regizor;
- Ricky Memphis (n. 1968), actor;
- Aitana Sánchez-Gijón (n. 1968), actriță spaniol;
- Sandro Casamonica (n. 1969), boxer;
- Stefano di Battista (n. 1969), muzician jazz;
- Valerio Fiori (n. 1969), fotbalist;
- Lucilla Andreucci (n. 1969), atlet;
- Nicolae al Greciei (n. 1969), prinț, fiu al lui Constantin al II-lea al Greciei;
- Kim Rossi Stuart (n. 1969), actor;
- Stefano Battistelli (n. 1970), înotător;
- Giada De Laurentiis (n. 1970), prezentatoare TV;
- Emanuele Idini (n. 1970), înotător;
- Gianluca Ramazzotti (n. 1970), actor.
- Gaia Zucchi (n. 1970), actriță.

#### 1971 - 1980
- Joel McHale (n. 1971), actor american;
- Max Biaggi (n. 1971), pilot de motociclism;
- Simona Cavallari  (n. 1971), actriță;
- Luigi Di Biagio (n. 1971), fotbalist, antrenor;
- Raoul Bova (n. 1971), actor;
- Claudia Gerini (n. 1971), actriță;
- Adriano Giannini (n. 1971), actor;
- Roberto Muzzi (n. 1971), fotbalist;
- Pier Luigi Cherubino (n. 1971), fotbalist;
- Vincenzo Santopadre (n. 1971), tenismen;
- Rosella Sensi (n. 1971), manager sportiv;
- Francesco Statuto (n. 1971), fotbalist, antrenor;
- Giorgia Todrani (n. 1971), cântăreață;
- Maria Sole Tognazzi (n. 1971), director de imagine;
- Daniele Capezzone (n. 1972), om politic;
- Giorgia (n. 1971), cântăreață;
- Lamberto Zauli (n. 1971), fotbalist;
- Alessia Marcuzzi (n. 1972), actriță;
- Lola Pagnani (n. 1972), actriță;
- Alessandro Piperno (n. 1972), scriitor;
- Antonio Sabàto Jr. (n. 1972), fotomodel;
- Gabriele Dell'Otto (n. 1973), ilustrator;
- Ilaria D'Amico (n. 1973), prezentatoare TV;
- Giancarlo Fisichella (n. 1973), pilot de Formula 1;
- Cristiano Doni (n. 1973), fotbalist;
- Barbara Livi (n. 1973), actriță;
- Martina Miceli (n. 1973), jucătoare de polo de apă;
- Ashraf Saber (n. 1973), atlet;
- Valentina Cervi (n. 1974), actriță;
- Antonino Bernardini (n. 1974), fotbalist, manager sportiv;
- Giovanna Mezzogiorno (n. 1974), actriță;
- Piotta  (n. 1974), cântăreț;
- Flavio Roma (n. 1974), fotbalist;
- Andrea Bajani (n. 1975), scriitor, jurnalist;
- Asia Argento (n. 1975), actriță;
- Chiara Civello (n. 1975), cântăreață;
- Giammarco Frezza (n. 1975), fotbalist;
- Claudio Bellucci (n. 1975), fotbalist;
- Patrizia Panico (n. 1975), fotbalistă;
- Lucilla Perrotta (n. 1975), voleibalistă;
- Maya Sansa (n. 1975), actriță;
- Marco Di Vaio (n. 1976), fotbalist;
- Daniele Franceschini (n. 1976), fotbalist;
- Giorgio Frezzolini (n. 1976), fotbalist;
- Fabio Liverani (n. 1976), fotbalist;
- Alessandro Nesta (n. 1976), fotbalist;
- Violante Placido (n. 1976), actriță, cântăreață;
- Andy Selva (n. 1976), fotbalist;
- Francesco Totti (n. 1976), fotbalist;
- Giorgia Meloni (n. 1977), om politic;
- Simone Cristicchi (n. 1977), cântăreț;
- Ambra Angiolini (n. 1977), actriță, cântăreață;
- Cristian Bucchi (n. 1977), fotbalist, manager sportiv;
- Enrico Gennari (n. 1977), biolog marin;
- Fabio Grossi (n. 1977), coregraf;
- Roberto Stellone (n. 1977), fotbalist, manager sportiv;
- Tommyknocker (n. 1977), muzician, DJ;
- Paola Croce (n. 1978), voleibalistă;
- Emanuele Concetti (n. 1978), fotbalist;
- Fabio Firmani (n. 1978), fotbalist;
- Daniele Portanova (n. 1978), fotbalist;
- Simone Tiribocchi (n. 1978), fotbalist;
- Stefano Caselli (n. 1978), ilustrator de benzi desenate;
- Enrico Toccacelo (n. 1978), pilot de curse auto;
- Francesca Dani (n. 1979), fotomodel;
- Francesco Bellissimo (n. 1979), bucătar, om de afaceri;
- Stefano Fanucci (n. 1979), fotbalist;
- Tania Di Mario (n. 1979), jucătoare de polo pe apă;
- Mirko Savini (n. 1979), fotbalist;
- Christian Terlizzi (n. 1979), fotbalist;
- Cristiana Capotondi (n. 1980), actriță;
- Antonella Costa (n. 1980), actriță;
- Mariacarla Boscono (n. 1980), fotomodel;
- Francesco Carbone (n. 1980), fotbalist;
- Daniele De Vezze (n. 1980), fotbalist;
- Maurizio Domizzi (n. 1980), fotbalist;
- Elio Germano (n. 1980), actor;
- Luca Ferri (n. 1980), fotbalist;
- Marco Marchionni (n. 1980), fotbalist;
- Christian Minotti (n. 1980), înotător;
- Alessandro Sgrigna (n. 1980), fotbalist;
- Licia Troisi (n. 1980), scriitoare;

#### 1981 - 2000
- Ilary Blasi (n. 1981), actriță;
- Richard Antinucci (n. 1981), pilot de curse auto;
- Federica Faiella (n. 1981), sportivă la patinaj artistic;
- Michelangelo Minieri (n. 1981), fotbalist;
- Giampiero Pinzi (n. 1981), fotbalist;
- Emiliano Moretti (n. 1981), fotbalist;
- Marco Pisano (n. 1981), fotbalist;
- Alessio Sakara (n. 1981), boxer, arte marțiale;
- Mara Santangelo (n. 1981), jucătoare de tenis;
- Jasmine Trinca (n. 1981), actriță;
- Uros Vico (n. 1981), jucător de tenis;
- Massimo Bonanni (n. 1982), fotbalist;
- Manuel Coppola (n. 1982), fotbalist;
- Agnese Allegrini (n. 1982), jucătoare de badminton;
- Cristiano Gimelli (n. 1982), fotbalist;
- Diana Luna (n. 1982), jucătoare de golf;
- Tommaso Marconi (n. 1982), înotător;
- Silvio Muccino (n. 1982), regizor;
- Alessandro Proni (n. 1982), ciclist;
- Alessandro Zamperini (n. 1982), fotbalist;
- Cesare Bovo (n. 1983), fotbalist;
- Valerio Di Cesare (n. 1983), fotbalist;
- Lorenzo Bucchi (n. 1983), fotbalist;
- Daniele De Rossi (n. 1983), fotbalist;
- Flavio Cipolla (n. 1983), jucător de tenis;
- Alessio Sestu (n. 1983), fotbalist;
- Alberto Aquilani (n. 1984), fotbalist;
- Alessandro Boccolini (n. 1984), fotbalist;
- Federico Peluso (n. 1984), fotbalist;
- Valerio Bernabò (n. 1984), jucător de rugby;
- Michel Fabrizio (n. 1984), pilot motociclism;
- Alessia Aureli (n. 1984), sportivă la patinaj artistic;
- Maria Marconi (n. 1984), înotătoare;
- Chiara Mastalli (n. 1984), actriță;
- Gianluca Curci (n. 1985), fotbalist;
- Claudio de Sousa (n. 1985), fotbalist;
- Andrea Bargnani (n. 1985), baschetbalist;
- Daniele Galloppa (n. 1985), fotbalist;
- Riccardo Ghedin (n. 1985), jucător de tenis;
- Matteo Pratichetti (n. 1985), jucător de rugby;
- Dario Minieri (n. 1985), jucătoare profesionistă de poker;
- Giulia Arcioni (n. 1986), atletă;
- Andrea Briotti (n. 1986), fotbalist;
- Marco Angeletti (n. 1986), fotbalist;
- Lorenzo Del Prete (n. 1986), fotbalist;
- Flavio Lazzari (n. 1986), fotbalist;
- Daniele Magliocchetti (n. 1986), fotbalist;
- Stefano Napoleoni (n. 1986), fotbalist;
- Michele Sepe (n. 1986), rugbyst;
- Valerio Virga (n. 1986), fotbalist;
- Raffaele De Vita (n. 1987), fotbalist;
- Alessia Filippi (n. 1987), înotătoare;
- Francesco Castellacci (n. 1987), pilot auto;
- Stefano Caruso (n. 1987), sportiv la patinaj artistic;
- Simone Corsi (n. 1987), pilot de motociclism sportiv;
- Antonio Candreva (n. 1987), fotbalist;
- Aleandro Rosi (n. 1987), fotbalist;
- Danilo Soddimo (n. 1987), fotbalist;
- Lorenzo De Silvestri (n. 1988), fotbalist;
- Andrea Russotto (n. 1988), fotbalist;
- Vanessa Hessler (n. 1988), actriță americană;
- Gianluca Freddi (n. 1989), fotbalist;
- Claudio Della Penna (n. 1989), fotbalist;
- Miriam Giovanelli (n. 1989), actriță;
- Elodie (n. 1990), cântăreață;
- Daniel Zampieri (n. 1990), pilot de curse auto;
- Riccardo Brosco (n. 1991), fotbalist;
- Federico Macheda (n. 1991), fotbalist]];
- Marco D'Alessandro (n. 1991), fotbalist;
- Luca Antei (n. 1992), fotbalist;
- Fulminacci (n. 1997), cantautor;
- Matteo Rizzo (n. 1998), sportiv la patinaj artistic.

## Listă de personalități pe domenii

### Monarhi, prinți, aristocrați
- Alfonso di Borbone
- Alfonso, Duce de Anjou și Cádiz
- Marc Antoniu
- Octavianus Augustus
- Marc Aureliu
- Pierre Napoléon Bonaparte
- Camillo Borghese
- Junio Valerio Borghese
- Marcantonio IV Borghese
- Cesare Borgia
- Giovanni Borgia
- Iulius Cezar
- Beatrice Cenci
- Marina Torlonia di Civitella-Cesi
- Carlo di Borbone-Due Sicilie
- Paola Colonna
- Lucius Cornelius Scipio
- Francisc al II-lea al Celor Două Sicilii
- Domițian
- Fabius Maximus
- Alessandro Farnese
- Pierre-Louis Farnèse
- Fortunato Bartolomeo De Felice
- Ferdinando Pio Maria
- Marcia Furnilla
- Publius Septimius Geta
- Giovanna a Italiei
- Gonzalo de Borbón
- Gaspar de Guzmán
- Hadrian
- Juan Carlos I al Spaniei
- Maria Theresa de Löwenstein-Wertheim-Rosenberg
- Scipio Africanul
- Aemilia Tertia
- Margarita de Borbón
- Maria-Luiza de Bourbon-Parma
- Girolama Mazzarini
- Giorgia Meloni
- Messalina
- Mihai al Greciei și Danemarcei
- Nicolae al Greciei
- Clarice Orsini
- Bianca Riario
- Mafalda de Savoia
- Maria Anna de Sardinia
- Charles Edward Stuart
- Titus Flavius Vespasianus

### Politicieni, activiști
- Paolo Alatri
- Giorgio Amendola
- Giulio Andreotti
- Roberta Angelilli
- Carlo Armellini
- Francesco Arquati
- Giuditta Tavani Arquati
- Silvia Baraldini
- Alessandro Bianchi
- Paola Binetti
- Daniele Capezzone
- Fabrizio Cicchitto
- Augusto De Marsanich
- Massimo D'Alema
- Guglielmo Epifani
- Lucius Caesetius Flavus
- Ada Feinberg-Sireni
- Roberto Fiore
- Marco Follini
- Franco Frattini
- Giuseppe Garibaldi
- Paolo Gentiloni
- Giuseppe Giulietti
- Paolo Guzzanti
- Umberto Guidoni
- Ciril Kotnik
- Lucullus
- Franco Maria Malfatti
- Piero Marrazzo
- Carl Marzani
- Fernando Mezzasoma
- Massimo Morsello
- Alessandra Mussolini
- Arvid Pardo
- Stefano Porcari
- Cola di Rienzo
- Luca Romagnoli
- Carlo Rosselli
- Francesco Rutelli
- Luciana Sbarbati
- Cornelio Sommaruga
- Altiero Spinelli
- Antonio Tajani
- Marcus Terentius Varro Lucullus
- Tommaso Tittoni
- Walter Veltroni
- Marcus Vinicius

### Oameni de știință
- Giovanni Battista de Rossi
- Alessandro Duranti
- Enrico Fermi
- Giovanni Frattini
- Riccardo Galeazzi-Lisi
- Italo Gismondi

### Muzicieni

#### Cântăreți
- Jovanotti
- Fiorella Mannoia
- Francesco Marconi
- Giovanna Marini
- Marco Mengoni
- Lea Massari
- Lina Pagliughi
- Ezio Pinza
- Piotta
- Eros Ramazzotti
- Bobby Solo
- Fanny Tacchinardi Persiani
- Giorgia Todrani
- Gianni Togni
- Antonello Venditti
- Claudio Villa
- Renato Zero

#### Compozitori, instrumentiști
- Vincenzo Albrici
- Alessandro Alessandroni
- Domenico Allegri
- Gregorio Allegri
- Felice Anerio
- Giovanni Francesco Anerio
- Giuseppe Baini
- Stefano di Battista
- Alex Britti
- Giulio Caccini
- Pompeo Cannicciari
- Gaetano Capocci
- Vito Carnevali
- Giovanni Battista Casali
- Emilio de' Cavalieri
- Rodolfo Celletti
- Muzio Clementi
- Lelio Colista
- Eugenio Colombo
- Pietro Della Valle
- Paolo Damiani
- Guido de Angelis
- Maurizio de Angelis
- Franco Evangelisti
- Carlo Giorgio Garofalo
- Vittorio Gui
- Pierluigi Giombini
- Giuseppe Jannacconi
- Stefano Landi
- Francesco Mander
- Ennio Morricone
- Bruno Nicolai
- Ryan Paris
- Jacopo Peri
- Enrico Pieranunzi
- Pietro Raimondi
- Renzo Rossellini[7]
- Pietro Filippo Scarlatti
- Giovanni Sgambati
- Pietro Spada
- Cesare Sterbini
- Alessandro Stradella
- Tommyknocker
- Carlo Zecchi

### Scriitori, jurnaliști
- Paul Adam
- Ilaria Alpi
- Niccolò Ammaniti
- Guillaume Apollinaire
- Tullia d'Aragona
- Corrado Augias
- Andrea Bajani
- Dario Bellezza
- Giuseppe Gioachino Belli
- Angela Bianchini
- Giuseppe Bottai
- Carlo Cassola
- Maurizio Costanzo
- Augusto De Angelis
- Eleonora Fonseca Pimentel
- Rafael Sánchez Ferlosio
- Giuliano Ferrara
- Raffaello Giovagnoli
- Franco Lucentini
- Amos Luzzatto
- Roberto Mazzucco
- Pietro Metastasio
- Maurizio Molinari
- Elsa Morante
- Alberto Moravia
- Gaetano Moroni
- Cesare Pascarella
- Tommaso Pincio
- Alessandro Piperno
- Immanuel Romano
- Clara Sereni
- Michele Serra
- Enzo Siciliano
- Giampietro Stocco
- Gianni Toti
- Trilussa
- Licia Troisi
- Gianfranco de Turris
- Lorenzo Valla
- Giovanni Maria Vian

### Filozofi
- Giorgio Agamben
- Daniele Archibugi
- Julius Evola
- Judah ben Moses Romano

### Teatru, film

#### Actori
- Alessandra Acciai
- Claudio Amendola
- Ambra Angiolini
- Maurizio Arena
- Asia Argento
- Antonella Attili
- Renato Baldini
- Urbano Barberini
- Gianfranco Barra
- Steve Bastoni
- Franca Bettoia
- Daniela Bianchi
- Ilary Blasi
- Mario Brega
- Lilla Brignone
- Paolo Bonacelli
- Raoul Bova
- Margherita Buy
- Giulio Calì
- Lianella Carell
- Mario Carotenuto
- Memmo Carotenuto
- Victor Cavallo
- Enzo Cerusico
- Luigi Cimara
- Cristiana Capotondi
- Kaspar Capparoni
- Sergio Castellitto
- Simona Cavallari
- Rosalinda Celentano
- Valentina Cervi
- Pino Colizzi
- Antonella Costa
- Ilaria D'Amico
- Francesca Dani
- Giada De Laurentiis
- Silvia Dionisio
- Elio Germano
- Gabriele Ferzetti
- Sabrina Ferilli
- Anna Maria Ferrero
- Ira von Fürstenberg
- Riccardo Garrone
- Giuliano Gemma
- Leda Gloria
- Francesco Golisano
- Anna Galiena
- Alessandro Gassmann
- Claudia Gerini
- Massimo Ghini
- Adriano Giannini
- Domiziana Giordano
- Eleonora Giorgi
- Miriam Giovanelli
- Corrado Guzzanti
- Sabina Guzzanti
- Monica Guerritore
- Vanessa Hessler
- Danny Huston
- Franco Interlenghi
- Tony Kendall
- Sylva Koscina
- Claudia Koll
- Ray Lovelock
- Luca Lionello
- Barbara Livi
- Giovanni Lombardo Radice
- Sophia Loren
- Stefano Madia
- Anna Magnani
- Silvana Mangano
- Alessia Marcuzzi
- Alessandra Martines
- Giulietta Masina
- Chiara Mastalli
- Joel McHale
- Ricky Memphis
- Adalberto Maria Merli
- Maurizio Merli
- Marisa Merlini
- Giovanna Mezzogiorno
- Maria Michi
- Ornella Muti
- Lola Pagnani
- Anita Pallenberg
- Gabriella Pallotta
- Silvana Pampanini
- Alessandra Panaro
- Paolo Panelli
- Carlo Delle Piane
- Violante Placido
- Giancarlo Prete
- Gigi Proietti
- Francesco Quinn
- Giovanna Ralli
- Gianluca Ramazzotti
- Dean Reed
- Giuseppe Rinaldi
- Isabella Rossellini
- Kim Rossi Stuart
- Luciano Rossi
- Aitana Sánchez-Gijón
- Maya Sansa
- Mattia Sbragia
- Sabrina Siani
- Alberto Sordi
- Simonetta Stefanelli
- Paolo Stoppa
- Marilù Tolo
- Fausto Tozzi
- Leopoldo Trieste
- Jasmine Trinca
- Bice Valori
- Carlo Verdone
- Marco Vicario
- Milly Vitale
- Alvaro Vitali
- Monica Vitti
- Milena Vukotic

#### Regizori, scenariști, realizatori
- Maurizio Amati
- Claudio Argento
- Dario Argento
- Daniel Acon
- Franco Amurri
- Francesca Archibugi
- Enzo Barboni
- Lamberto Bava
- Andrea Bianchi
- Giorgio Bianchi
- Alessandro Blasetti
- Tanio Boccia
- Alfonso Brescia
- Mario Caiano
- Mario Camerini
- Achille Campanile
- Mario Caserini
- Suso Cecchi d'Amico
- Enzo G. Castellari
- Veniero Colasanti
- Giuseppe Colizzi
- Sandro Continenza
- Bruno Corbucci
- Sergio Corbucci
- Francesca Comencini
- Emanuele Crialese
- Joe D'Amato
- Tonino Delli Colli
- Carlo Di Palma
- Aurelio De Laurentiis
- Sergio Donati
- Aldo Fabrizi
- Marcello Fondato
- Franco Fraticelli
- Lucio Fulci
- Felice Farina
- Augusto Genina
- Matteo Garrone
- Francesca Gregorini
- Romolo Guerrieri
- Paolo Heusch
- Fiorella Infascelli
- Sergio Leone
- Carlo Lizzani
- Gianni Hecht Lucari
- Mariano Laurenti
- Daniele Luchetti
- Ruggero Maccari
- Antonio Margheriti
- Otello Martelli
- Alberto De Martino
- Sergio Martino
- Francesco Maselli
- Camillo Mastrocinque
- Ruggero Mastroianni
- Raffaello Matarazzo
- Bruno Mattei
- Paolo Moffa
- Antonio Monda
- Nanni Moretti
- Gabriele Muccino
- Silvio Muccino
- Armando Nannuzzi
- Gianfranco Parolini
- Ivo Perilli
- Elio Petri
- Maurizio Ponzi
- Piero Regnoli
- Renzo Rossellini[7]
- Roberto Rossellini
- Giuseppe Rotunno
- Luciano Salce
- Sergio Salvati
- Sergio Sollima
- Vittorio Storaro
- Maria Sole Tognazzi
- Carlo Vanzina
- Lina Wertmüller
- Luigi Zampa

### Arte plastice
- Filippo d'Angeli
- Giovanni Baglione
- Anton Giuseppe Barbazza
- Marco Benefial
- Orazio Borgianni
- Pietro Bracci
- Constantino Brumidi
- Guido Buzzelli
- Bernardino Cametti
- Vincenzo Camuccini
- Giuseppe Canale
- Giovanni Angelo Canini
- Alberto Carlieri
- Angelo Caroselli
- Pietro Cavallini
- Gaspare Celio
- Giuseppe Ceracchi
- Michelangelo Cerquozzi
- Michelangelo Cerruti
- Giuseppe Cesari
- Stefano Caselli
- Claudio Castellini
- Giovanni Costa
- Placido Costanzi
- Gabriele Dell'Otto
- Eduard Ender
- Ettore Ferrari
- Ciro Ferri
- Domenico Fetti
- Artemisia Gentileschi
- Ludovico Gimignani
- Caterina Ginnasi
- Alberto Giolitti
- Constantin Hansen
- Filippo Lauri
- Pietro Lazzari
- Ottavio Leoni
- Andrea Locatelli
- Raimundo de Madrazo y Garreta
- Federico de Madrazo
- Faustina Maratti
- Anton von Maron
- Therese Maron
- Corrado Mastantuono
- Agostino Masucci
- Cipriano Efisio Oppo
- Giovanni Battista Passeri
- Giuseppe Passeri
- Quintus Pedius
- Luigi Pichler
- Bartolomeo Pinelli
- Francesco Piranesi
- Stefano Pozzi
- Andrea Procaccini
- Lorenzo Quinn
- Giacomo Raffaelli
- Ettore Roesler Franz
- Antoniazzo Romano
- Giovanni Cristoforo Romano
- Giulio Romano
- Tommaso Salini
- Giulio Aristide Sartorio
- Rudolph Schadow
- Eugenio Sicomoro
- Innocenzo Spinazzi
- Stefano Tamburini
- Giovanni Francesco Venturini
- Renzo Vespignani
- John William Waterhouse

### Arhitecți
- Carlo Aymonino
- Filippo Barigioni
- Camillo Boito
- Joseph Bonomi cel Bătrân
- Mattia de Rossi
- Massimiliano Fuksas
- Carlo Marchionni
- Enrico Marconi
- Luigi Moretti
- Marcello Piacentini
- Carlo Rainaldi
- Girolamo Rainaldi
- Nicola Salvi
- Alessandro Specchi
- Raffaele Stern
- Giuseppe Valadier
- Virginio Vespignani
- Louis Visconti
- Bruno Zevi

### Sport
- Agnese Allegrini
- Giovanna Amati
- Lucilla Andreucci
- Marco Angeletti
- Luca Antei
- Richard Antinucci
- Alberto Aquilani
- Giulia Arcioni
- Alessia Aureli
- Umberto Avattaneo
- Jorge de Bagration
- Paolo Barelli
- Andrea Bargnani
- Stefano Battistelli
- Claudio Bellucci
- Valerio Bernabò
- Antonino Bernardini
- Max Biaggi
- Alessandro Boccolini
- Massimo Bonanni
- Cesare Bovo
- Oscar Brevi
- Andrea Briotti
- Riccardo Brosco
- Cristian Bucchi
- Lorenzo Bucchi
- Antonio Candreva
- Antonella Capriotti
- Francesco Carbone
- Fabio Caressa
- Stefano Caruso
- Sandro Casamonica
- Francesco Castellacci
- Flavio Cipolla
- Stefano Colantuono
- Emanuele Concetti
- Manuel Coppola
- Renato Corsetti
- Simone Corsi
- Paola Croce
- Gianluca Curci
- Elio de Angelis
- Andrea de Cesaris
- Agostino Di Bartolomei
- Serafino Dubois
- Marco D'Alessandro
- Daniele De Rossi
- Lorenzo De Silvestri
- Giancarlo De Sisti
- Claudio de Sousa
- Daniele De Vezze
- Raffaele De Vita
- Lorenzo Del Prete
- Claudio Della Penna
- Luigi Di Biagio
- Paolo Di Canio
- Valerio Di Cesare
- Nello Di Costanzo
- Angelo Di Livio
- Marco Di Vaio
- Maurizio Domizzi
- Cristiano Doni
- Attilio Ferraris
- Enrico Fabbro
- Michel Fabrizio
- Federica Faiella
- Stefano Fanucci
- Luca Ferri
- Franca Fiacconi
- Alessia Filippi
- Valerio Fiori
- Fabio Firmani
- Giancarlo Fisichella
- Francesco Fonte
- Daniele Franceschini
- Gianluca Freddi
- Giammarco Frezza
- Giorgio Frezzolini
- Gerino Gerini
- Ignazio Giunti
- Ugo Grappasonni
- Daniele Galloppa
- Luciano Gaucci
- Giuseppe Gentile
- Riccardo Ghedin
- Andrea Ghiurghi
- Giuseppe Giannini
- Enrico Gilardi
- Cristiano Gimelli
- Bruno Giordano
- Emanuele Idini
- Flavio Lazzari
- Fabio Liverani
- Diana Luna
- Federico Macheda
- Daniele Magliocchetti
- Marco Marchionni
- Maria Marconi
- Tommaso Marconi
- Tania Di Mario
- Carlo Mazzone
- Martina Miceli
- Dario Minieri
- Michelangelo Minieri
- Christian Minotti
- Dante Mircoli
- Emiliano Moretti
- Luigi Musso
- Roberto Muzzi
- Gianluca Nani
- Stefano Napoleoni
- Alessandro Nesta
- Alberto Orlando
- Fernando Orsi
- Adriano Panatta
- Claudio Panatta
- Patrizia Panico
- Pierfrancesco Pavoni
- Federico Peluso
- Lucilla Perrotta
- Pier Luigi Cherubino
- Mirko Pigliacelli
- Giampiero Pinzi
- Emanuele Pirro
- Marco Pisano
- Claudio Pistolesi
- Daniele Portanova
- Matteo Pratichetti
- Giancarlo Primo
- Alessandro Proni
- Matteo Rizzo
- Flavio Roma
- Aleandro Rosi
- Andrea Russotto
- Ashraf Saber
- Antonio Sacconi
- Alessio Sakara
- Mara Santangelo
- Vincenzo Santopadre
- Mirko Savini
- Ezio Sella
- Andy Selva
- Rosella Sensi
- Michele Sepe
- Alessio Sestu
- Alessandro Sgrigna
- Danilo Soddimo
- Luciano Spinosi
- Francesco Statuto
- Roberto Stellone
- Mauro Tassotti
- Christian Terlizzi
- Simone Tiribocchi
- Enrico Toccacelo
- Enrico Toti
- Francesco Totti
- Uros Vico
- Valerio Virga
- Alessandro Zamperini
- Daniel Zampieri
- Lamberto Zauli

### Alte domenii
- Francesco Bellissimo
- Luciano Bernasconi
- Ernesto Bertarelli
- Laura Biagiotti
- Giovanni Bisignani
- Pierre Savorgnan de Brazza
- Mariacarla Boscono
- Michael Collins
- Enrico De Pedis
- Mario Draghi
- Prospero Farinacci
- Michael Fiaschetti
- Dante Giacosa
- Giulia Lola Stabile
- Sangiovanni
- Fabio Grossi
- Ottone Hamerani
- Claudio Lotito
- Teoberto Maler
- Hortense Mancini
- Maria Mancini
- Olympia Mancini
- Corrado Mantoni
- Marozia
- Leonardo Maugeri
- Francisco Macri
- Pier Ruggero Piccio
- Antonio Sabàto Jr.
- Elsa Schiaparelli
- Franco Sensi
- Luigi Serafini
- Ennio Quirino Visconti

## Listă de personalități ordonate alfabetic

### A
- Benjamin ben Abraham Anaw
- Zedekiah ben Abraham Anaw
- Alessandra Acciai
- Daniel Acon
- Paul Adam
- Giorgio Agamben
- Agapet I, papă
- Andrea Aiuti
- Paolo Alatri
- Gian Francesco Albani
- Giuseppe Albani
- Vincenzo Albrici
- Pietro Aldobrandini
- Alessandro Alessandroni
- Alexius al Romei
- Alfonso di Borbone
- Alfonso, Duce de Anjou și Cádiz
- Domenico Allegri
- Agnese Allegrini
- Enrico Alleva
- Ilaria Alpi
- Giovanna Amati
- Maurizio Amati
- Claudio Amendola
- Giorgio Amendola
- Niccolò Ammaniti
- Franco Amurri
- Anastasia Romana
- Anastasie al IV-lea, papă
- Giulio Andreotti
- Lucilla Andreucci
- Felice Anerio
- Giovanni Francesco Anerio
- Marco Angeletti
- Filippo d'Angeli
- Roberta Angelilli
- Fiorenzo Angelini
- Ambra Angiolini
- Luca Antei
- Richard Antinucci
- Silvio Antoniano
- Marc Antoniu
- Guillaume Apollinaire
- Tullia d'Aragona
- Daniele Archibugi
- Francesca Archibugi
- Giulia Arcioni
- Maurizio Arena
- Asia Argento
- Claudio Argento
- Dario Argento
- Carlo Armellini
- Francesco Arquati
- Giuditta Tavani Arquati
- Antonella Attili
- Corrado Augias
- Augustin de Canterbury
- Octavianus Augustus
- Alessia Aureli
- Marc Aureliu
- Umberto Avattaneo
- Carlo Aymonino

### B
- Samuele Bacchiocchi
- Marcello Bacciarelli
- Giovanni Baglione
- Claudio Baglioni
- Jorge de Bagration
- Giuseppe Baini
- Andrea Bajani
- Renato Baldini
- Silvia Baraldini
- Luca Barbarossa
- Anton Giuseppe Barbazza
- Antonio Barberini
- Urbano Barberini
- Enzo Barboni
- Paolo Barelli
- Andrea Bargnani
- Filippo Barigioni
- Gianfranco Barra
- Steve Bastoni
- Stefano di Battista
- Stefano Battistelli
- Lamberto Bava
- Dario Bellezza
- Francesco Bellissimo
- Alessandra Belloni
- Claudio Bellucci
- Benedict al V-lea
- Benedict al IX-lea
- Marco Benefial
- Valerio Bernabò
- Antonino Bernardini
- Luciano Bernasconi
- Ernesto Bertarelli
- Franca Bettoia
- Max Biaggi
- Laura Biagiotti
- Alessandro Bianchi
- Andrea Bianchi
- Daniela Bianchi
- Giorgio Bianchi
- Angela Bianchini
- Paola Binetti
- Giovanni Bisignani
- Alessandro Blasetti
- Ilary Blasi
- Salvatore Boccaccio
- Tanio Boccia
- Alessandro Boccolini
- Camillo Boito
- Paolo Bonacelli
- Massimo Bonanni
- Lucien-Louis Bonaparte
- Pierre Napoléon Bonaparte
- Carla Boni
- Bonifaciu al III-lea
- Joseph Bonomi cel Bătrân
- Camillo Borghese
- Francesco Scipione Maria Borghese
- Junio Valerio Borghese
- Marcantonio IV Borghese
- Scipione Borghese
- Cesare Borgia
- Giovanni Borgia
- Orazio Borgianni
- Mariacarla Boscono
- Giuseppe Bottai
- Raoul Bova
- Jole Bovio Marconi
- Cesare Bovo
- Pietro Bracci
- Pierre Savorgnan de Brazza
- Mario Brega
- Alfonso Brescia
- Oscar Brevi
- Lilla Brignone
- Andrea Briotti
- Alex Britti
- Riccardo Brosco
- Constantino Brumidi
- Cristian Bucchi
- Lorenzo Bucchi
- Marianna Bulgarelli
- Ernesto Buonaiuti
- Margherita Buy
- Guido Buzzelli

### C
- Nicola Cabibbo
- Giulio Caccini
- Iulius Cezar
- Leone Caetani
- Mario Caiano
- Giulio Calì
- Mario Camerini
- Bernardino Cametti
- Carlo di Borbone-Due Sicilie
- Achille Campanile
- Vincenzo Camuccini
- Giuseppe Canale
- Antonio Candreva
- Giovanni Angelo Canini
- Pompeo Cannicciari
- Federico Capasso
- Daniele Capezzone
- Gaetano Capocci
- Cristiana Capotondi
- Kaspar Capparoni
- Antonella Capriotti
- Andrea Carandini
- Francesco Carbone
- Lianella Carell
- Fabio Caressa
- Alberto Carlieri
- Vito Carnevali
- Angelo Caroselli
- Mario Carotenuto
- Memmo Carotenuto
- Stefano Caruso
- Giovanni Battista Casali
- Sandro Casamonica
- Stefano Caselli
- Mario Caserini
- Carlo Cassola
- Francesco Castellacci
- Enzo G. Castellari
- Pietro Castelli
- Claudio Castellini
- Sergio Castellitto
- Emilio de' Cavalieri
- Giacomo Cavalieri
- Simona Cavallari
- Pietro Cavallini
- Victor Cavallo
- Suso Cecchi d'Amico
- Rosalinda Celentano
- Celestin I
- Gaspare Celio
- Rodolfo Celletti
- Beatrice Cenci
- Giuseppe Ceracchi
- Michelangelo Cerquozzi
- Michelangelo Cerruti
- Enzo Cerusico
- Valentina Cervi
- Giuseppe Cesari
- Federico Cesi
- Flavio Chigi
- Fabrizio Cicchitto
- Luigi Cimara
- Flavio Cipolla
- Chiara Civello
- Marina Torlonia di Civitella-Cesi
- Clement al X-lea
- Muzio Clementi
- Veniero Colasanti
- Lelio Colista
- Giuseppe Colizzi
- Pino Colizzi
- Filippo Coarelli
- Stefano Colantuono
- Paola Colonna
- Pompeo Colonna
- Michael Collins
- Eugenio Colombo
- Ercole Consalvi
- Sandro Continenza
- Francesca Comencini
- Emanuele Concetti
- Manuel Coppola
- Bruno Corbucci
- Sergio Corbucci
- Lucius Cornelius Scipio
- Renato Corsetti
- Simone Corsi
- Antonella Costa
- Giovanni Costa
- Maurizio Costanzo
- Placido Costanzi
- Emanuele Crialese
- Simone Cristicchi
- Paola Croce
- Lorella Cuccarini
- Gianluca Curci

### D
- Massimo D'Alema
- Marco D'Alessandro
- Joe D'Amato
- Paolo Damiani
- Ilaria D'Amico
- Francesca Dani
- Augusto De Angelis
- Elio de Angelis
- Guido de Angelis
- Maurizio de Angelis
- Andrea de Cesaris
- Francesco De Gregori
- Aurelio De Laurentiis
- Giada De Laurentiis
- Giuseppe De Luca
- Enrico De Pedis
- Barbara De Rossi
- Daniele De Rossi
- Giovanni Battista de Rossi
- Mattia de Rossi
- Pietro Della Valle
- Tonino Delli Colli
- Augusto De Marsanich
- Lorenzo De Silvestri
- Giancarlo De Sisti
- Claudio de Sousa
- Daniele De Vezze
- Raffaele De Vita
- Lorenzo Del Prete
- Claudio Della Penna
- Gabriele Dell'Otto
- Deusdedit, papă
- Agostino Di Bartolomei
- Luigi Di Biagio
- Paolo Di Canio
- Valerio Di Cesare
- Nello Di Costanzo
- Angelo Di Livio
- Carlo Di Palma
- Marco Di Vaio
- Silvia Dionisio
- Domițian
- Maurizio Domizzi
- Sergio Donati
- Cristiano Doni
- Mario Draghi
- Serafino Dubois
- Francesco Borgongini Duca
- Alessandro Duranti

### E
- Elodie
- Eduard Ender
- Guglielmo Epifani
- Franco Evangelisti
- Julius Evola

### F
- Enrico Fabbro
- Fabius Maximus
- Aldo Fabrizi
- Michel Fabrizio
- Federica Faiella
- Stefano Fanucci
- Felice Farina
- Prospero Farinacci
- Alessandro Farnese
- Odoardo Farnese
- Pierre-Louis Farnèse
- Odoardo Farnese
- Ada Feinberg-Sireni
- Fortunato Bartolomeo De Felice
- Felix I
- Ferdinando Pio Maria
- Sabrina Ferilli
- Enrico Fermi
- Giuliano Ferrara
- Ettore Ferrari
- Attilio Ferraris
- Anna Maria Ferrero
- Ciro Ferri
- Luca Ferri
- Gabriele Ferzetti
- Domenico Fetti
- Franca Fiacconi
- Michael Fiaschetti
- Alessia Filippi
- Roberto Fiore
- Valerio Fiori
- Fabio Firmani
- Giancarlo Fisichella
- Lucius Caesetius Flavus
- Marco Follini
- Marcello Fondato
- Eleonora Fonseca Pimentel
- Francesco Fonte
- Formosus
- Daniele Franceschini
- Francisc al II-lea al Celor Două Sicilii
- Francisca Romana
- Franco Fraticelli
- Franco Frattini
- Giovanni Frattini
- Gianluca Freddi
- Giammarco Frezza
- Giorgio Frezzolini
- Massimiliano Fuksas
- Lucio Fulci
- Fulminacci
- Pietro Fumasoni Biondi
- Marcia Furnilla
- Ira von Fürstenberg

### G
- Giulio Gabrielli cel Tânăr
- Riccardo Galeazzi-Lisi
- Anna Galiena
- Daniele Galloppa
- Giuseppe Garibaldi
- Carlo Giorgio Garofalo
- Matteo Garrone
- Riccardo Garrone
- Alessandro Gassmann
- Luciano Gaucci
- Giuliano Gemma
- Augusto Genina
- Enrico Gennari
- Giuseppe Gentile
- Artemisia Gentileschi
- Paolo Gentiloni
- Claudia Gerini
- Gerino Gerini
- Elio Germano
- Publius Septimius Geta
- Riccardo Ghedin
- Massimo Ghini
- Andrea Ghiurghi
- Tata Giacobetti
- Dante Giacosa
- Adriano Giannini
- Giuseppe Giannini
- Enrico Gilardi
- Cristiano Gimelli
- Ludovico Gimignani
- Caterina Ginnasi
- Alberto Giolitti
- Pierluigi Giombini
- Bruno Giordano
- Domiziana Giordano
- Eleonora Giorgi
- Giorgia
- Raffaello Giovagnoli
- Miriam Giovanelli
- Giovanna a Italiei
- Italo Gismondi
- Giuseppe Giulietti
- Ignazio Giunti
- Leda Gloria
- Francesco Golisano
- Gonzalo de Borbón
- Carlo Grano
- Ugo Grappasonni
- Francesca Gregorini
- Grigore I cel Mare, papă
- Gaspar de Guzmán
- Corrado Guzzanti
- Paolo Guzzanti
- Sabina Guzzanti
- Fabio Grossi
- Romolo Guerrieri
- Monica Guerritore
- Vittorio Gui
- Umberto Guidoni

### H
- Hadrian
- Ottone Hamerani
- Constantin Hansen
- Vanessa Hessler
- Paolo Heusch
- Honoriu al III-lea, papă
- Honoriu al IV-lea, papă
- Honorius de Canterbury
- Danny Huston

### I
- Emanuele Idini
- Immanuel Romano
- Fiorella Infascelli
- Stefano Infessura
- Inocențiu al II-lea, papă
- Inocențiu al X-lea, papă
- Franco Interlenghi
- Ioan al III-lea , papă
- Ioan al XIX-lea, papă
- Iuliu I, papă
- Iulius al III-lea, papă

### J
- Giuseppe Jannacconi
- Jovanotti
- Juan Carlos I al Spaniei
- Justus de Canterbury

### K
- Tony Kendall
- Sylva Koscina
- Claudia Koll
- Fiorella Kostoris
- Ciril Kotnik

### L
- Rodolfo Lanciani
- Stefano Landi
- Mariano Laurenti
- Filippo Lauri
- Flavio Lazzari
- Pietro Lazzari
- Sergio Leone
- Ottavio Leoni
- Carlo Lizzani
- Andrea Locatelli
- Artus de Lionne
- Luca Lionello
- Fabio Liverani
- Barbara Livi
- Claudio Lotito
- Ray Lovelock
- Giovanni Lombardo Radice
- Sophia Loren
- Gianni Hecht Lucari
- Franco Lucentini
- Daniele Luchetti
- Lucius I, papă
- Lucullus
- Diana Luna
- Amos Luzzatto

### M
- Ruggero Maccari
- Federico Macheda
- Francisco Macri
- Stefano Madia
- Federico de Madrazo
- Raimundo de Madrazo y Garreta
- Daniele Magliocchetti
- Anna Magnani
- Teoberto Maler
- Franco Maria Malfatti
- Hortense Mancini
- Maria Mancini
- Olympia Mancini
- Francesco Mander
- Silvana Mangano
- Fiorella Mannoia
- Corrado Mantoni
- Faustina Maratti
- Piero Marrazzo
- Francesco Marchetti Selvaggiani
- Marco Marchionni
- Enrico Marconi
- Francesco Marconi
- Maria Marconi
- Tommaso Marconi
- Marcu, papă
- Alessia Marcuzzi
- Margarita de Borbón
- Antonio Margheriti
- Maria Theresa de Löwenstein-Wertheim-Rosenberg
- Maria-Luiza de Bourbon-Parma
- Giovanna Marini
- Tania Di Mario
- Francesco Marmaggi
- Anton von Maron
- Therese Maron
- Marozia
- Otello Martelli
- Martin al V-lea, papă
- Alessandra Martines
- Alberto De Martino
- Bruno Martino
- Sergio Martino
- Carl Marzani
- Francesco Maselli
- Giulietta Masina
- Lea Massari
- Camillo Massimo
- Chiara Mastalli
- Corrado Mastantuono
- Camillo Mastrocinque
- Ruggero Mastroianni
- Agostino Masucci
- Raffaello Matarazzo
- Bruno Mattei
- Leonardo Maugeri
- Girolama Mazzarini
- Carlo Mazzone
- Roberto Mazzucco
- Joel McHale
- Giorgia Meloni
- Melania cea Tânără
- Ricky Memphis
- Michele Mercati
- Adalberto Maria Merli
- Maurizio Merli
- Marisa Merlini
- Messalina
- Pietro Metastasio
- Fernando Mezzasoma
- Giovanna Mezzogiorno
- Martina Miceli
- Maria Michi
- Mihai al Greciei și Danemarcei
- Dario Minieri
- Michelangelo Minieri
- Christian Minotti
- Dante Mircoli
- Eduardo Missoni
- Franco Modigliani
- Paolo Moffa
- Maurizio Molinari
- Antonio Monda
- Riccardo Morandi
- Elsa Morante
- Alberto Moravia
- Emiliano Moretti
- Luigi Moretti
- Nanni Moretti
- Gaetano Moroni
- Ennio Morricone
- Massimo Morsello
- Gabriele Muccino
- Silvio Muccino
- Luigi Musso
- Alessandra Mussolini
- Ornella Muti
- Roberto Muzzi

### N
- Gianluca Nani
- Armando Nannuzzi
- Stefano Napoleoni
- Nathan ben Jehiel
- Alessandro Nesta
- Nicolae al III-lea, papă
- Nicolae al Greciei
- Bruno Nicolai
- Carlo Nocella

### O
- Carlo Odescalchi
- Cipriano Efisio Oppo
- Alberto Orlando
- Fernando Orsi
- Giovanni Orsina
- Clarice Orsini
- Flavio Orsini
- Fulvio Orsini
- Napoleone Orsini Frangipani
- Alfredo Ottaviani

### P
- Lina Pagliughi
- Lola Pagnani
- Giuseppe Palica
- Anita Pallenberg
- Gabriella Pallotta
- Silvana Pampanini
- Benedetto Pamphili
- Alessandra Panaro
- Adriano Panatta
- Claudio Panatta
- Paolo Panelli
- Patrizia Panico
- Arvid Pardo
- Ryan Paris
- Giorgio Parisi
- Gianfranco Parolini
- Cesare Pascarella
- Giovanni Battista Passeri
- Giuseppe Passeri
- Paul al V-lea, papă
- Pierfrancesco Pavoni
- Quintus Pedius
- Mario Pei
- Pelagius I, papă
- Pelagius al II-lea, papă
- Federico Peluso
- Jacopo Peri
- Ivo Perilli
- Luigi Pernier
- Lucilla Perrotta
- Elio Petri
- Marcello Piacentini
- Carlo Delle Piane
- Pier Ruggero Piccio
- Luigi Pichler
- Pier Luigi Cherubino
- Enrico Pieranunzi
- Mirko Pigliacelli
- Tommaso Pincio
- Bartolomeo Pinelli
- Ezio Pinza
- Giampiero Pinzi
- Piotta
- Alessandro Piperno
- Francesco Piranesi
- Emanuele Pirro
- Marco Pisano
- Claudio Pistolesi
- Pius al XII-lea, papă
- Violante Placido
- Maurizio Ponzi
- Mario Ponzo
- Stefano Porcari
- Daniele Portanova
- Stefano Pozzi
- Matteo Pratichetti
- Giancarlo Prete
- Giancarlo Primo
- Andrea Procaccini
- Gigi Proietti
- Alessandro Proni

### Q
- Francesco Quinn
- Lorenzo Quinn

### S
- Antonio Sabàto Jr.
- Ashraf Saber
- Antonio Sacconi
- Alessio Sakara
- Scipio Africanul
- Luciano Salce
- Tommaso Salini
- Sergio Salvati
- Nicola Salvi
- Samson din Constantinopol
- Rafael Sánchez Ferlosio
- Aitana Sánchez-Gijón
- Maya Sansa
- Mara Santangelo
- Vincenzo Santopadre
- Giulio Aristide Sartorio
- Giovanni Battista Savelli
- Mirko Savini
- Mafalda de Savoia
- Maria Anna de Sardinia
- Luciana Sbarbati
- Mattia Sbragia
- Pietro Filippo Scarlatti
- Rudolph Schadow
- Elsa Schiaparelli
- Ezio Sella
- Andy Selva
- Franco Sensi
- Rosella Sensi
- Michele Sepe
- Luigi Serafini
- Clara Sereni
- Michele Serra
- Alessio Sestu
- Severinus, papă
- Guido Ascanio Sforza di Santa Fiora
- Giovanni Sgambati
- Alessandro Sgrigna
- Sabrina Siani
- Enzo Siciliano
- Eugenio Sicomoro
- Luis Simarro Lacabra
- Sixt I, papă
- Danilo Soddimo
- Sergio Sollima
- Bobby Solo
- Cornelio Sommaruga
- Alberto Sordi
- Pietro Spada
- Alessandro Specchi
- Innocenzo Spinazzi
- Altiero Spinelli
- Luciano Spinosi
- Francesco Statuto
- Simonetta Stefanelli
- Giacomo Gaetani Stefaneschi
- Roberto Stellone
- Cesare Sterbini
- Raffaele Stern
- Giampietro Stocco
- Paolo Stoppa
- Vittorio Storaro
- Alessandro Stradella
- Charles Edward Stuart
- Henry Benedict Stuart

### Ș
- Papa Ștefan I, papă

### T
- Fanny Tacchinardi Persiani
- Antonio Tajani
- Stefano Tamburini
- Domenico Tardini
- Mauro Tassotti
- Marcus Terentius Varro Lucullus
- Christian Terlizzi
- Aemilia Tertia
- Simone Tiribocchi
- Tommaso Tittoni
- Titus Flavius Vespasianus
- Enrico Toccacelo
- Giorgia Todrani
- Maria Sole Tognazzi
- Gianni Togni
- Marilù Tolo
- Tommyknocker
- Giulio Tonti
- Enrico Toti
- Gianni Toti
- Francesco Totti
- Fausto Tozzi
- Leopoldo Trieste
- Trilussa
- Jasmine Trinca
- Licia Troisi
- Armando Trovajoli
- Gianfranco de Turris

### U
- Urban al VII-lea, papă

### V
- Giuseppe Valadier
- Lorenzo Valla
- Bice Valori
- Carlo Vanzina
- Walter Veltroni
- Antonello Venditti
- Giovanni Francesco Venturini
- Carlo Verdone
- Renzo Vespignani
- Virginio Vespignani
- Giovanni Maria Vian
- Marco Vicario
- Uros Vico
- Vigiliu, papă
- Claudio Villa
- Vincenzo Pallotti
- Marcus Vinicius
- Valerio Virga
- Ennio Quirino Visconti
- Louis Visconti
- Milly Vitale
- Alvaro Vitali
- Mutio Vitelleschi
- Monica Vitti
- Milena Vukotic

### W
- John William Waterhouse
- Lina Wertmüller

### Z
- Luigi Zampa
- Alessandro Zamperini
- Daniel Zampieri
- Lamberto Zauli
- Carlo Zecchi
- Zefirin, papă
- Federico Zeri
- Renato Zero
- Bruno Zevi